# Albert Thévenon
Albert Thévenon   (segon districte de Lió, 16 de setembre de 1901 - 10è districte de París, 10 de maig de 1959) va ser un waterpolista francès que va competir durant la dècada de 1920.
El 1928 va prendre part en els Jocs Olímpics d'Amsterdam, on va guanyar la medalla de bronze en la competició de waterpolo.